# Eleocharis wolfii
Eleocharis wolfii là loài thực vật có hoa trong họ Cói. Loài này được (A.Gray) A.Gray ex Britton mô tả khoa học đầu tiên năm 1889.